# Меликян, Гагик Вагинакович
Гагик Вагинакович Меликя́н (арм. Գագիկ Մելիքյան, 1 января 1960 — Берд) — армянский политический и государственный деятель.
- 1981 — окончил финансово-счетный факультет и факультет общественных специальностей (правоведение) Ереванского института народного хозяйства. Экономист. Правовед.
- 1981—1983 — служил в советской армии.
- 1983—1985 — работал начальником планово-финансового отдела строймонтажколонны N 9 управления «Армглавводстрой».
- 1986—1989 — специалист контрольно-надзорных работ Армагропрома.
- 1989—1991 — инструктор орготдела Шамшадинского райкома «КПА».
- 1991—1993 — главный бухгалтер Бердского релейного завода.
- 1993—1995 — директор Тавушского узла связи, а в 1995—1999 — управляющий Тавушского филиала «Армагробанка».
- 1999—2003 — был депутатом парламента. Член постоянной комиссии по финансово-кредитным, бюджетным и экономическим вопросам.
- 2003—2007 — вновь был избран депутатом парламента. Член постоянной комиссии по финансово-кредитным, бюджетным и экономическим вопросам. Секретарь фракции «РПА».
- 3 июля 2008 — вновь был избран депутатом парламента. Член постоянной комиссии по социальным вопросам. 7 декабря 2011 г. избран Секретарем фракции «РПА».
- 26 апреля 2014 — вновь был избран депутатом парламента. Член постоянной комиссии по государственно-правовым вопросам. 7 мая 2014 г. избран Секретарем фракции «РПА».

## Награды
- Медаль Признательности[арм.] (28 декабря 2016 года) — за активную парламентскую деятельность[1].
- Почётная грамота Совета МПА СНГ (27 марта 2017 года, Межпарламентская ассамблея СНГ) — за активное участие в деятельности Межпарламентской Ассамблеи и её органов, вклад в укрепление дружбы между народами государств — участников Содружества Независимых Государств[2].